# Bradornis infuscatus
Bradornis infuscatus е вид птица от семейство Muscicapidae.

## Разпространение
Видът е разпространен в Ангола, Ботсвана, Намибия и Южна Африка.